# Monarchie libyenne
La monarchie libyenne est le régime politique en vigueur en Libye de 1951 à 1969.
Placée sous administration militaire provisoire par la France et le Royaume-Uni au lendemain de la Seconde Guerre mondiale, la Libye obtient son indépendance le 24 décembre 1951 à la suite de l'unification des anciens territoires de la Libye italienne. L'émir de Cyrénaïque, Mohammed Idris al Mahdi el-Senoussi, est proclamé roi de Libye, sous le nom d'Idris Ier.
Le pays est alors une monarchie constitutionnelle bien que le roi possède un certain nombre de prérogatives. La forme à l'origine fédérale de l'État (unissant les provinces de la Cyrénaïque, de la Tripolitaine et du Fezzan) est abandonnée le 25 avril 1963, et le royaume de Libye devient alors un État unitaire, après une révision constitutionnelle.
La monarchie est abolie le 1er septembre 1969, date à laquelle un coup d'État renverse le souverain pour instaurer la République arabe libyenne, un régime dictatorial dirigé par un guide suprême en la personne de Mouammar Kadhafi.

## Histoire
Après la défaite de l'Italie lors de la Seconde Guerre mondiale, le territoire de la Libye italienne est partagé entre deux des nations alliées : la France (Fezzan-Ghadamès) et le Royaume-Uni (Cyrénaïque et Tripolitaine). En novembre 1949, l'Assemblée générale des Nations unies adopte une résolution stipulant que la Libye doit être indépendante avant 1952. Le pays obtient effectivement son indépendance le 24 décembre 1951 en tant que « Royaume-Uni de Libye ». Mohammed Idris al Mahdi el-Senoussi, émir de Cyrénaïque qui a représenté la Libye lors des négociations à l'ONU, est proclamé roi sous le nom d'Idris Ier.
En vertu de la Constitution, le nouveau pays constitue un État fédéral composé de trois provinces : la Cyrénaïque, la Tripolitaine et le Fezzan. Le 25 avril 1963, une révision constitutionnelle abolit le système fédéral de gouvernement, et le nom officiel du pays est modifié en « Royaume de Libye » pour refléter ce changement constitutionnel.

## Rôle constitutionnel
Le royaume de Libye est une monarchie constitutionnelle et héréditaire dirigée par le roi Idris Ier, avec une succession à ses héritiers mâles dans l'ordre de primogéniture. Le roi détient un pouvoir politique substantiel : il exerce le pouvoir exécutif et partage le pouvoir législatif avec le Parlement.

### Monarque

Étendard royal d'Idris Ier (roi de Libye).

Le roi est défini par la Constitution comme le chef suprême de l'État. Sa personne est inviolable et il est pénalement irresponsable. Avant de pouvoir assumer ses pouvoirs constitutionnels, le souverain doit prêter serment devant une session conjointe du Sénat et de la Chambre des représentants. Le monarque est le commandant suprême des forces armées du royaume.

### Conseil des ministres
Le roi est chargé de nommer et de révoquer le Premier ministre. Le roi nomme et révoque les ministres sur l'avis du Premier ministre,. La révocation d'un Premier ministre entraîne automatiquement la révocation de tous les autres ministres. Avant d'entrer en fonction, le Premier ministre et les ministres prêtent serment devant le roi. Aucun membre de la famille royale ne peut être nommé ministre.
Les actes signés du roi et qui relèvent des affaires de l'État doivent être contresignés par le Premier ministre et le ministre concerné.

### Parlement
Le Parlement de Libye est composé de deux chambres, le Sénat et la Chambre des représentants. Il incombe au roi d'ouvrir et de clore les sessions du Parlement.
Le Sénat est composé de vingt-quatre membres nommés par le roi. Avant la révision constitutionnelle du 25 avril 1963, seule la moitié des sénateurs est nommée par le roi, l'autre moitié étant élue par les conseillers législatifs des provinces. Le roi nomme également le président du Sénat, le Sénat lui-même élisant deux vice-présidents, que le roi doit ensuite approuver. Le président et les vice-présidents sont nommés pour un mandat fixe de deux ans. À la fin de leur mandat, le roi est libre de reconduire le président ou de le remplacer, tandis que les vice-présidents peuvent être réélus. Les membres de la famille royale peuvent être nommés mais pas élus au Sénat.
Les membres de la Chambre des représentants, quant à eux, sont élus au prorata du nombre d'habitants. Le roi peut dissoudre la Chambre des représentants, conformément à la Constitution. Députés et sénateurs doivent prononcer un serment d'allégeance au monarque avant leur entrée en fonction.
Toutes les lois adoptées par le Parlement doivent être sanctionnées et promulguées par le roi dans un délai de trente jours après leur transmission.

## Abolition de la monarchie
La monarchie prend fin le 1er septembre 1969, lorsqu'un groupe d'officiers militaires dirigé par Mouammar Kadhafi organise un coup d'État contre le roi Idris Ier alors que celui-ci se trouve en Turquie pour un traitement médical. Les révolutionnaires font arrêter le chef d'état-major de l'armée et le chef de la sécurité du royaume. Après avoir appris la nouvelle du coup d'État, le roi Idris Ier le qualifie de « sans importance ». En effet, le coup d'État devance d'une journée l'acte d'abdication d'Idris Ier daté du 4 août 1969 et qui devait entrer en vigueur le 2 septembre en faveur du prince héritier, Hassan Reda El-Senussi, nommé régent après le départ du roi pour la Turquie. Après le renversement de la monarchie, le pays est rebaptisé « République arabe libyenne » et Kadhafi instaure un régime autoritaire, répressif et centralisé.

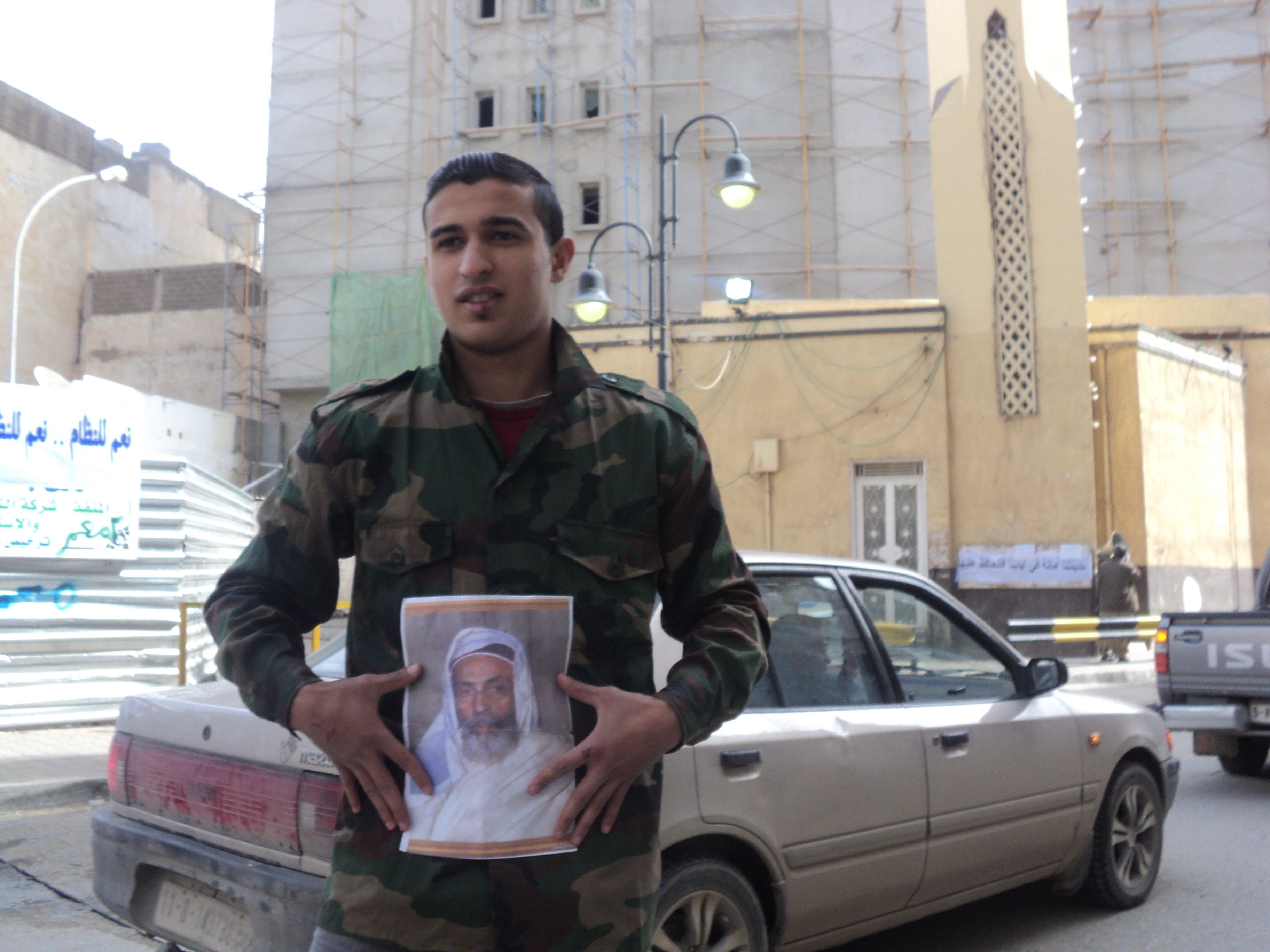
Jeune citoyen libyen de Benghazi, portant la photographie du roi Idris Ier (roi de Libye) pendant la guerre civile de 2011.

Bien que le roi Idris Ier et le prince héritier soient morts en exil et que la plupart des Libyens de la jeune génération soient nés après la fin de la monarchie, la famille El-Senussi bénéficie d'un certain regain de popularité pendant la guerre civile libyenne de 2011, notamment dans le fief traditionnel de la dynastie, la Cyrénaïque. Les manifestants de l'opposition à Kadhafi utilisent l'ancien drapeau tricolore de la monarchie, certains portent des portraits du roi, et jouent l'ancien hymne national Libye, Libye, Libye.
En 2013, après la chute du régime de Kadhafi, l'Union africaine commémore l'héritage du roi Idris Ier en tant que héros africain et architecte de l'indépendance de la Libye vis-à-vis de la domination coloniale de l'Italie. Idris Ier reste largement considéré comme le père de la Libye unifiée qui a mené le pays à l'indépendance par sa résistance aux puissances coloniales.

## Restauration
En janvier 2024, le Premier ministre Abdel Hamid Dbeibah soutient l'idée d'une restauration de la monarchie constitutionnelle en la personne du prince Mohammed El-Senussi, prétendant au trône et petit-fils du roi Idris Ier, afin de résoudre l'impasse politique dans le pays,.